# 8116 Jeanperrin
8116 Jeanperrin eller 1996 HA15 är en asteroid i huvudbältet som upptäcktes den 17 april 1996 av den belgiske astronomen Eric W. Elst vid La Silla-observatoriet. Den är uppkallad efter den franske fysikern och nobelpristagaren, Jean Baptiste Perrin.
Asteroiden har en diameter på ungefär 5 kilometer.